# Francisco Antonio Fernández de Velasco y Tovar
Francisco Antonio Fernández de Velasco y Tovar fou un aristòcrata castellà que ostentà el Ducat de Frias amb Grandesa d'Espanya. Fou el virrei de Catalunya en els regnats de Carles II i de Felip V. La manca de respecte que observà a les Constitucions catalanes durant els primers anys del regnat de Felip V fou determinant en la posició catalana durant el conflicte de la Guerra de Successió Espanyola.

## Regnat de Carles II
Durant el regnat de Carles II, en el període entre (1696-1697), durant el qual el Regne de França va envair el principat en la Guerra dels Nou Anys, i davant l'imminent setge francès de la ciutat, Carles II d'Espanya va sol·licitar alçar, armar i pagar, a la milícia barcelonina seguint les antigues formes tradicionals, i el 28 maig 1697 es va formar el Terç dels Gremis sota el comandament del conseller en Cap Francesc Taverner i Montornès.

## Regnat de Felip V
Durant el regnat de Felip V, en el període 1703-1705. Va començar aquest període substituint a Jordi de Hessen-Darmstadt i durant el seu mandat va aconseguir que gran part de la comunitat catalana l'odiés. El 17 de maig de 1705 Els Vigatans s'aplegaren a l'ermita de Sant Sebastià
per signar el Pacte dels Vigatans amb el Regne d'Anglaterra, que facilitaria ajuda militar enfront Felip V de Castella i respectar les lleis catalanes. A canvi, els catalans austriacistes es conjuraven a facilitar el desembarcament de tropes de la Gran Aliança a la costa catalana i es van armar diverses companyies de miquelets comandades per Josep Moragues i Mas, que actuaren obertament controlant les comunicacions des de l'interior fins a Barcelona derrotant les tropes borbòniques al combat del Congost. El juliol es va llançar una columna que va iniciar la marxa sobre Barcelona mentre l'armada anglesa desembarcava novament davant les seves platges disposades a iniciar el setge de la ciutat. Mataró es declarà per Carles i llevà un regiment per ajudar en el setge, i es declaren per Carles Girona i Tarragona. L'ofensiva aliada per ocupar els països catalans continuà i Lleida caigué en mans de Manuel Desvalls i de Vergós el 23 de setembre, Amb la ciutat encerclada, els consellers de Barcelona es van presentar al virrei Velasco el setembre oferint-se a mobilitzar la Coronela de Barcelona, i el virrei, tot i no haver rebut cap dels reforços que havia demanat a la cort Madrid i comptar amb reduïts efectius, es va negar absolutament a lliurar les claus de l'armeria de Barcelona i armar la Coronela, temorós d'un cop militar. Després de la Batalla de Montjuïc i la pèrdua de la fortalesa que dominava la ciutat, el Virrei de Catalunya Francisco Fernández de Velasco, comte de Melgar, signa la capitulació el 9 d'octubre de 1705. És aleshores quan la ciutat s'aixeca contra Velasco i per calmar la revolta, el 22 d'octubre entra a Barcelona l'Arxiduc Carles, que el 7 de novembre de 1705 jura les constitucions catalanes i és coronat com a Carles III d'Espanya,